# Antonio Tempesta
Antonio Tempesta (Florencia, 1555-Roma, 5 de agosto de 1630), pintor y grabador italiano, activo durante el primer Barroco.

## Biografía
Comenzó como alumno en el taller del maestro manierista Santi di Tito y después en el taller del flamenco establecido en Florencia, Giovanni Stradano. Este pintor estaba cercano al círculo de Giorgio Vasari y había sido uno de los participantes en el gran proyecto decorativo del Studiolo de Francisco I en el Palazzo Vecchio.
Tempesta fue admitido en la Accademia del Disegno de Florencia el 8 de diciembre de 1576, pero pronto marchó a Roma, donde estableció relaciones con la colonia neerlandesa establecida en la ciudad de los papas. Junto a Matthijs Bril le fue encargado por el papa Gregorio XIII una tabla con el Traslado de las reliquias de san Gregorio Nacianceno (1572) y otras escenas religiosas en las logias del tercer piso del Palacio del Vaticano. Otros trabajos importantes fueron los frescos de Villa Lante en Bagnaia (Palazzina Gambara, 1578-79) con escenas de pesca y caza con majestuosos paisajes que reflejan la influencia nórdica en su estilo. De 1579 a 1583 participó en la decoración del Palazzo Farnese en Caprarola, sobre todo en la Scala Regia. También trabajó en los frescos de Villa d'Este en Tivoli. También realizó diseños para tapices. En 1623 ingresó en la Accademia di San Luca de Roma.
Sin embargo, Tempesta ha pasado a la posteridad gracias a su actividad como grabador. A su muerte dejó realizadas más de 1800 obras de este tipo. Fueron muy celebradas sus Escenas del Antiguo Testamento o sus grabados para Las metamorfosis de Ovidio. El encargo más ambicioso que ejecutó como grabador fueron las ilustraciones de la Batovorum cum Romanis Bellum, en colaboración con el pintor flamenco Otto van Veen (o Vaenius), pintor de cámara de Alejandro Farnesio.

## Obras destacadas

### Pintura

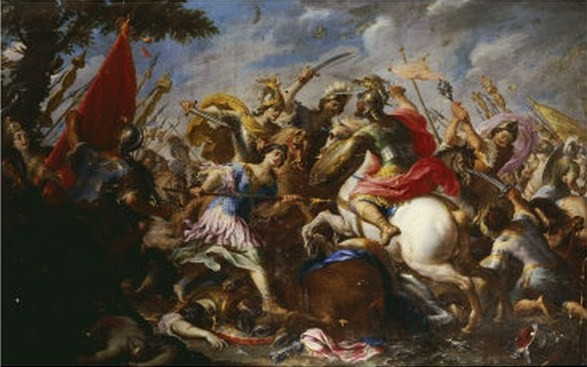
Batalla de las Amazonas.

- Traslado de las reliquias de San Gregorio Nacianceno (1572, Palacio del Vaticano, Roma)
- Matanza de los Inocentes (Santo Stefano Rotondo, Roma)
- Frescos de la Palazzina Gambara en Villa Lante (1578-79, Bagnaia)
- Frescos del Palazzo Farnese (1579-83, Caprarola)
- Frescos de Villa d'Este (Tivoli)
- Frescos del Palazzo Colonna (Roma)
- Frescos de la Galleria Doria-Pamphilj (Roma)
- Frescos del Palazzo Giustiniani (Bassano di Sutri)

### Grabados
- Escenas del Antiguo Testamento
- Vida de san Antonio (24 planchas)

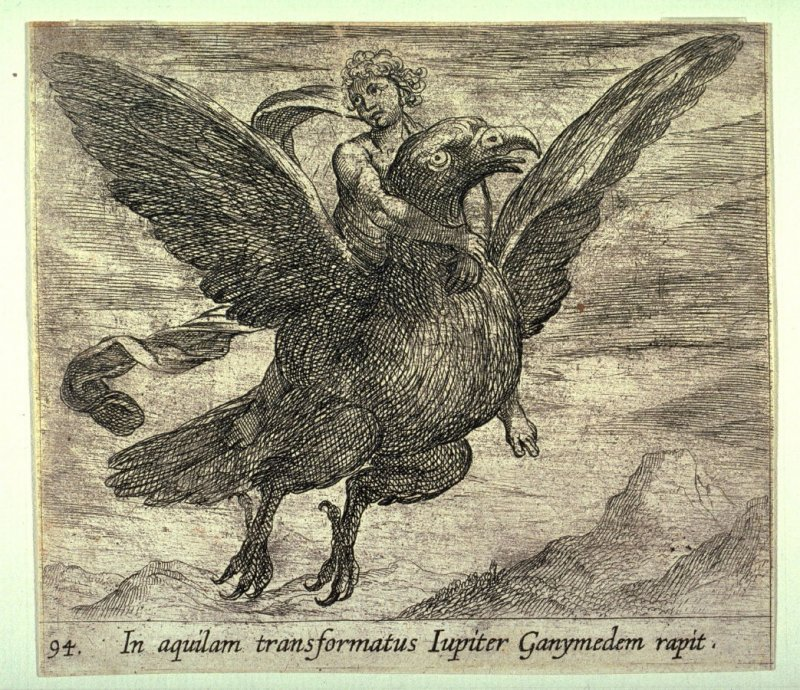
In aquilam transformatus Iupiter Ganymedem rapit, ilustración para Las metamorfosis de Ovidio.

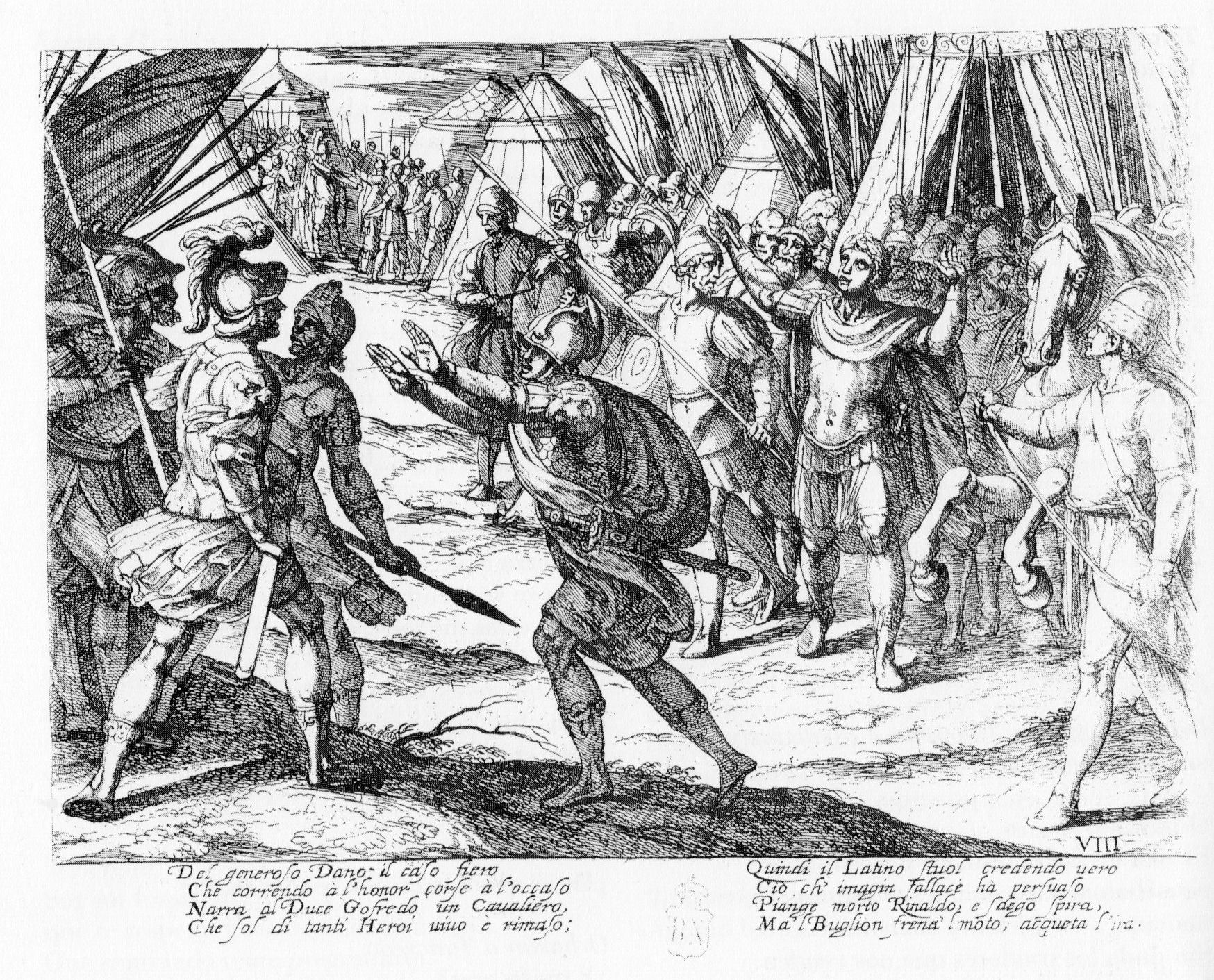
Escena de la Jerusalén liberada.

- Las metamorfosis de Ovidio (150 planchas)
- Los trabajos de Hércules (13 planchas)
- Las edades del Hombre (4 planchas)
- Entrada de Alejandro en Babilonia
- Diana y Acteón
- Crucifixión (1612)
- Batavorum cum Romanis Bellum (1612, 36 planchas), a partir de diseños de Otto van Veen o Vaenius.
- Jerusalén liberada (1620-27)